# Miran Rauter
Miran Rauter, slovenski alpski smučar in podjetnik, * 14. februar 1972, Velenje.
Rauter je za Slovenijo nastopil na Zimskih olimpijskih igrah 1994.
V Lillehammerju je nastopil v smuku, superveleslalomu in v kombinaciji. V smuku je bil 35., v superveleslalomu 22. in v kombinaciji 11.
Zdaj vodi družinsko podjetje Hermi, ki proizvaja strelovode in prenapetostno zaščito.